# El profesor Valdez
El profesor Valdez é uma telenovela mexicana, produzida pela Televisa e exibida em 1962 pelo Telesistema Mexicano.

## Elenco
- Enrique Aguilar
- Beatriz Aguirre
- Miguel Arenas
- Micaela Castejón